# Lucie Houwen
Lucie Houwen (Leunen, 30 oktober 1990) is een Nederlands rolstoelbasketbalster.
Houwen Kwalificeerde zich met het Nederlandse team in oktober 2011 tijdens het Europees Kampioenschap Basketbal in Israël voor de Paralympische Zomerspelen 2012 in Londen

## Erelijst
- 2009 - EK - zilver
- 2011 - (Israël), EK- zilver
- 2012 - Paralympische spelen Londen: brons
- 2016 - Paralympische spelen Rio de Janeiro: brons